# Pragoimex VarioLF
Le VarioLF est une gamme de tramways conçue par Aliance TW Team (association de Pragoimex, Krnovske opravny a strojírny et VKV Praha).

## Les différentes versions

### VarioLF

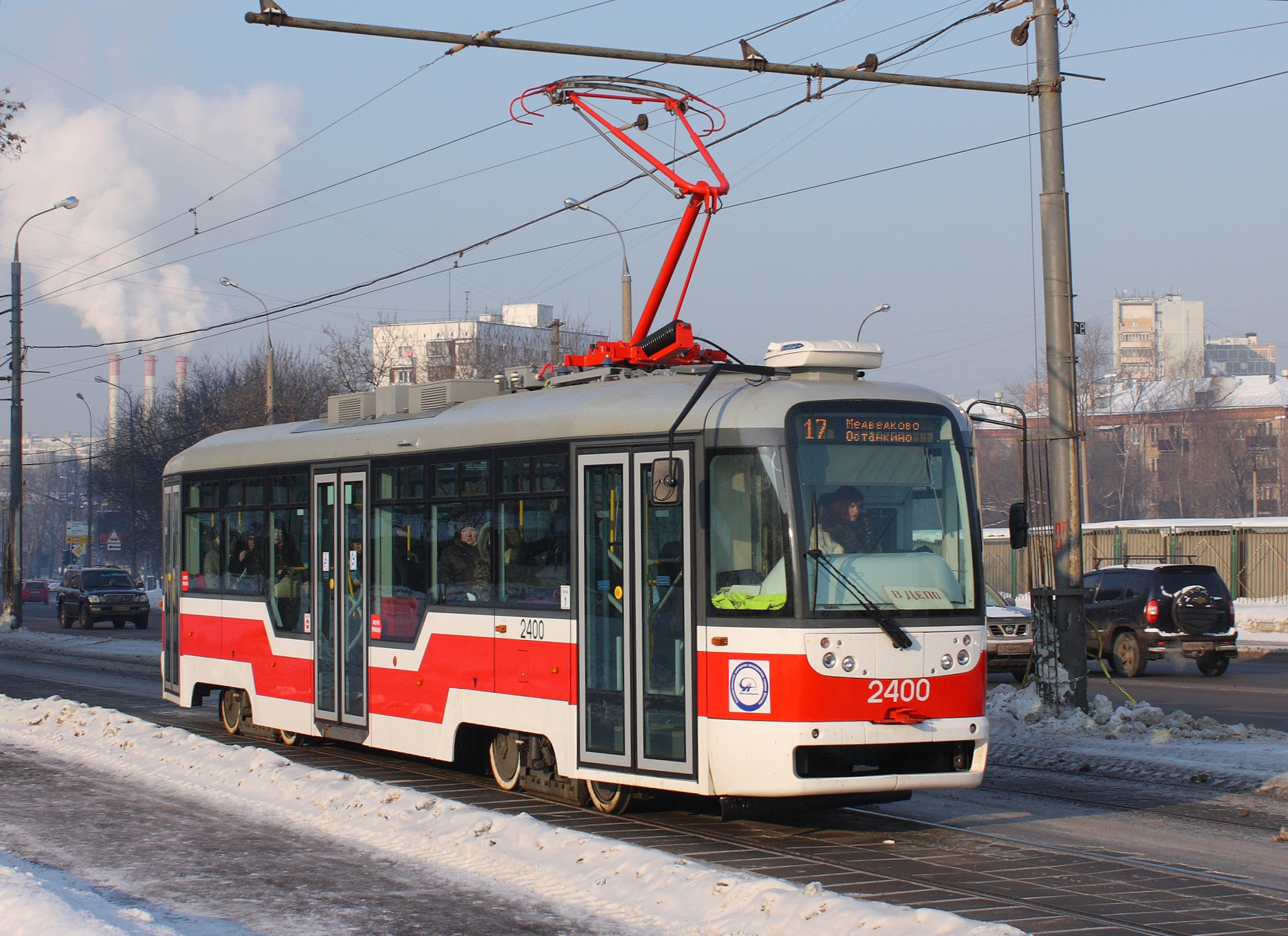
Matériel VarioLF du réseau de Moscou.

#### Bogie Komfort

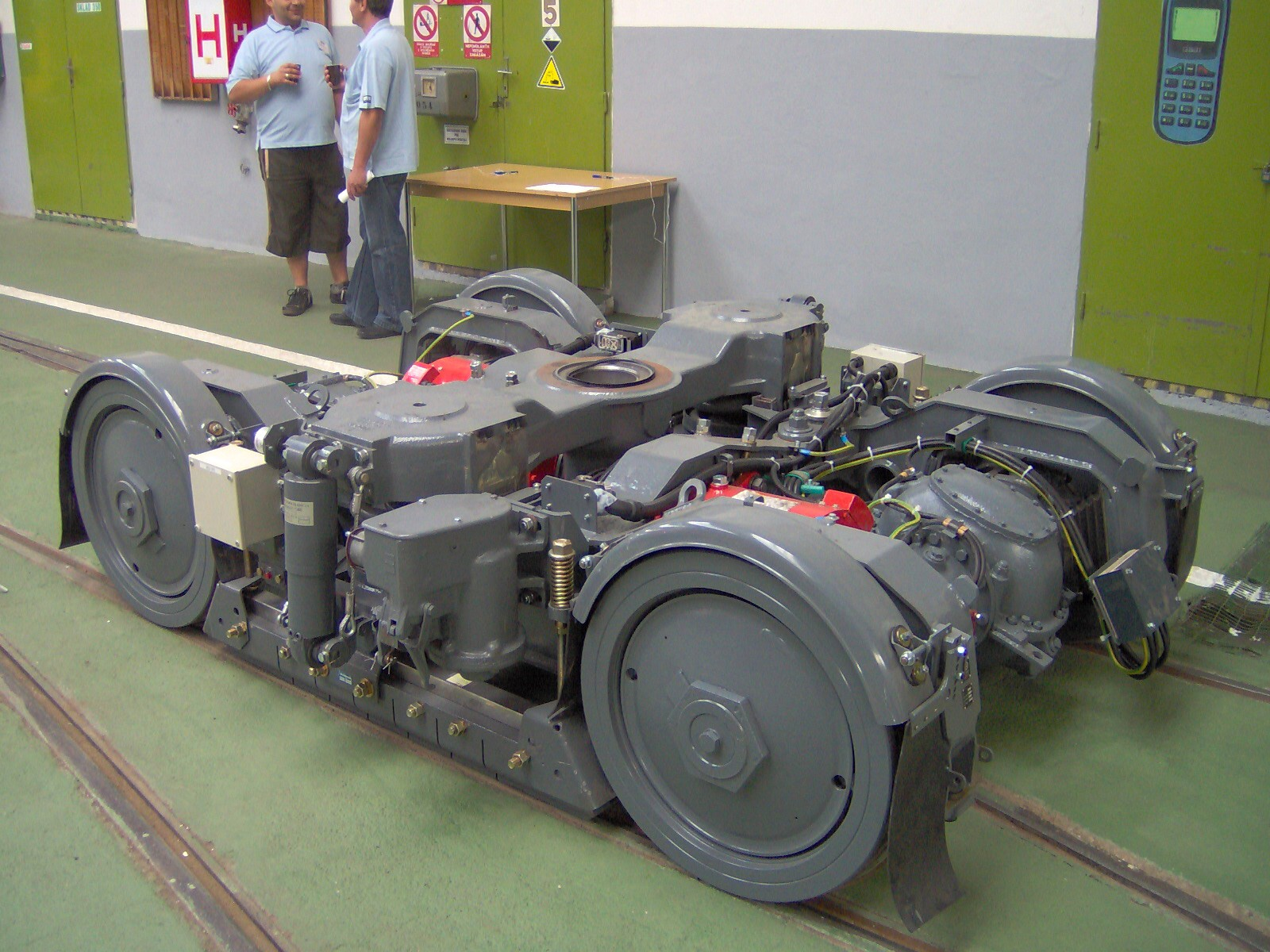
Bogie de type Komfort.

La gamme VarioLF est équipée de bogies pivotants bimoteurs de type Komfort,, seule la version à 4 caisses est équipée d'1 bogie porteur en position centrale.
La suspension est double, caoutchouc-métal en suspension primaire et des ressorts hélicoïdaux au nombre de 2 pour la suspension secondaire qui supportent la traverse danseuse. Il est en outre équipé de roues élastiques et de barres d'amortissement verticaux (au nombre de 2). La liaison caisse-bogie s'effectue au moyen d'un pivot situé sur la traverse danseuse.
Il est équipé de 2 moteurs de type TAM1004C/R de 90 kW disposés longitudinalement, chaque moteur entraînant l'axe opposé du bogie. 
Le système de freinage est triple, dynamique avec possibilité de récupérer l'énergie de freinage et de la renvoyer dans le réseau électrique (de service), frein à disque électromécanique monté sur l'arbre moteur  (de service) et à patin électromagnétique (d'urgence).

#### Aménagement
Le véhicule se présente comme un véhicule unidirectionnel de 1 à 4 caisses. L'aménagement de la rame est à plancher bas partiel à 350 mm au niveau de la porte centrale et 860 mm au-dessus des bogies.

### VarioLF plus

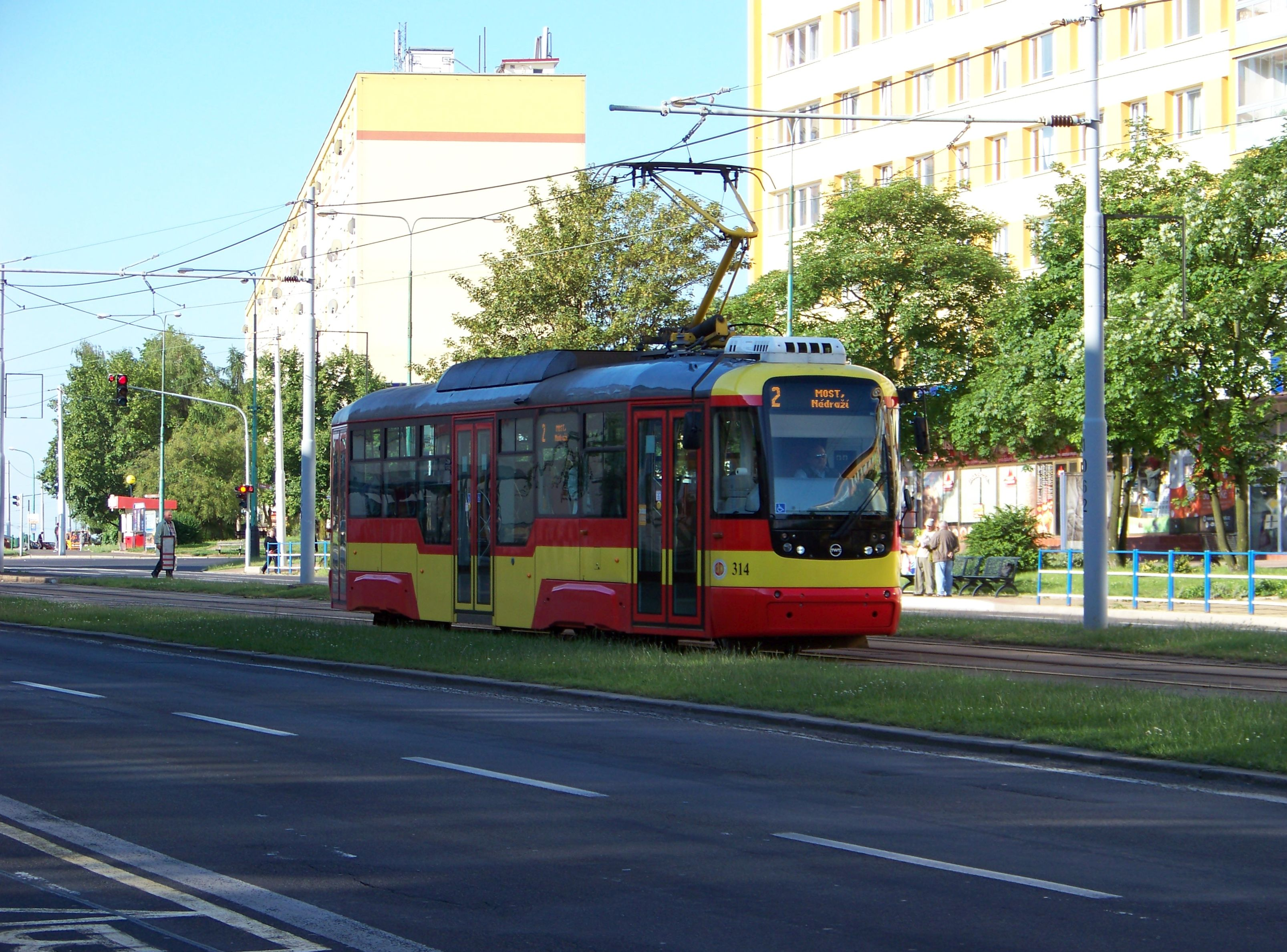
Matériel VarioLF Plus du réseau de Most - Litvínov.

À la suite du développement du VarioLF, Pragoimex a développé un nouveau type de véhicule sur base du VarioLF destiné à abaisser le plancher au niveau des bogies.

#### Bogie Komfort plus
Pour permettre un abaissement de la hauteur du plancher, Pragoimex a développé une version de son bogie Komfort dénommée Komfort plus. Le bogie retient les principales caractéristiques du bogie Komfort, empattement de 1 900 mm, diamètre d'essieu de Ø700 mm, il se distingue cependant du bogie Komfort classique par une nouvelle motorisation, bien que restant bimoteur et pivotant.
Les suspensions et le système de freinage sont identiques à ceux du bogie Komfort. La traverse danseuse est abaissée en son centre, de ce fait la liaison caisse-bogie plus basse permet d'abaisser le plancher au-dessus des bogies à 650 mm pour le couloir central, les parties latérales du plancher au-dessus des bogies restant à 860 mm de hauteur. Cette dernière s'effectue cependant toujours au moyen d'un pivot situé sur la traverse danseuse.
Le bogie est équipé de 2 moteurs type TAM1003C/R de 80 kW. Ces moteurs de taille plus réduite sont disposés latéralement. 

#### Aménagement
Le véhicule se présente comme un véhicule unidirectionnel de 1 à 4 caisses. L'aménagement de la rame est à plancher bas partiel à 350 mm au niveau de la porte centrale, 650 mm pour le couloir central au-dessus des bogies et aux plateformes d'extrémité, les espaces latéraux au-dessus des bogies restant à 860 mm de hauteur.

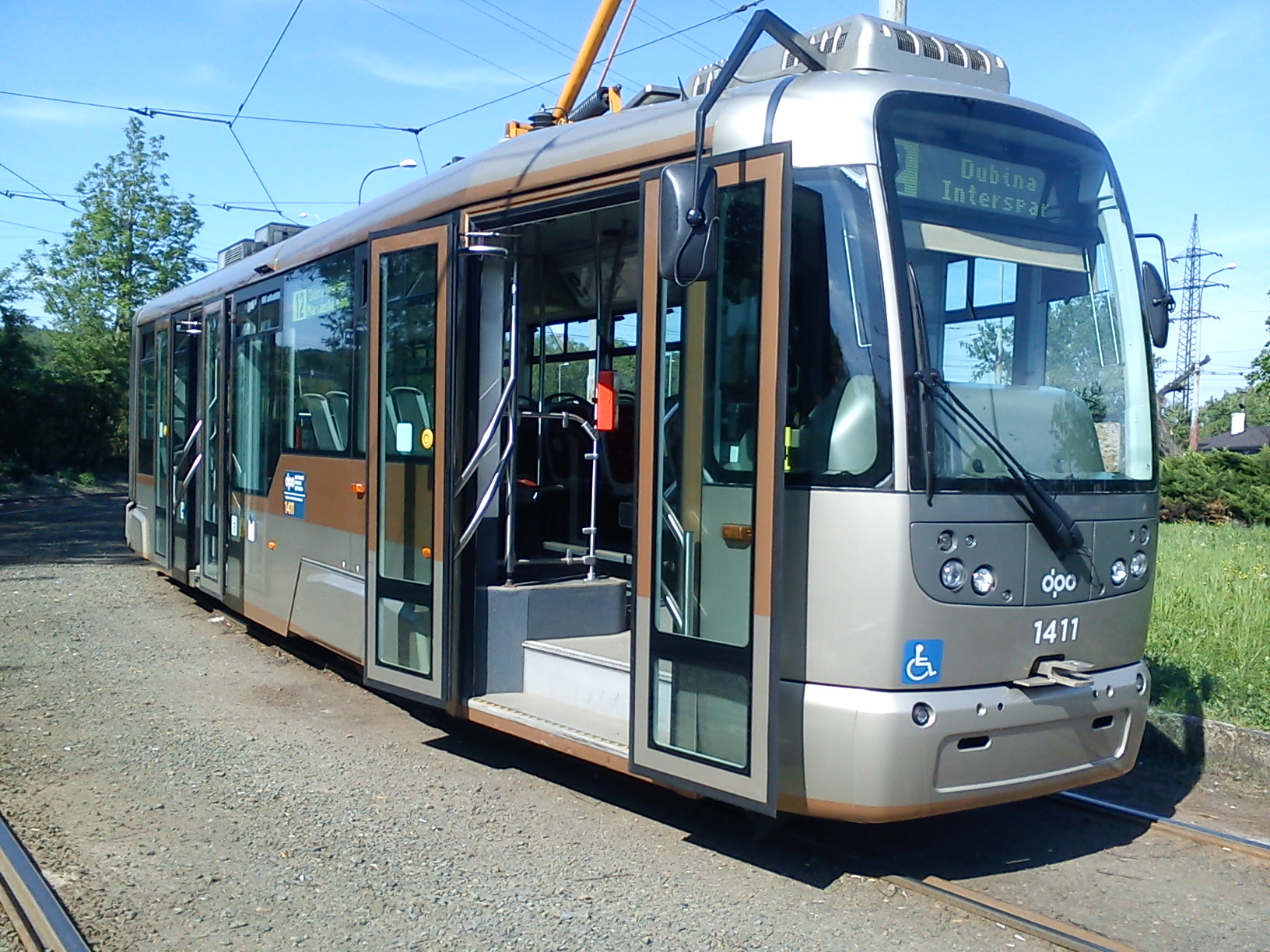
Vue de la plateforme avant.
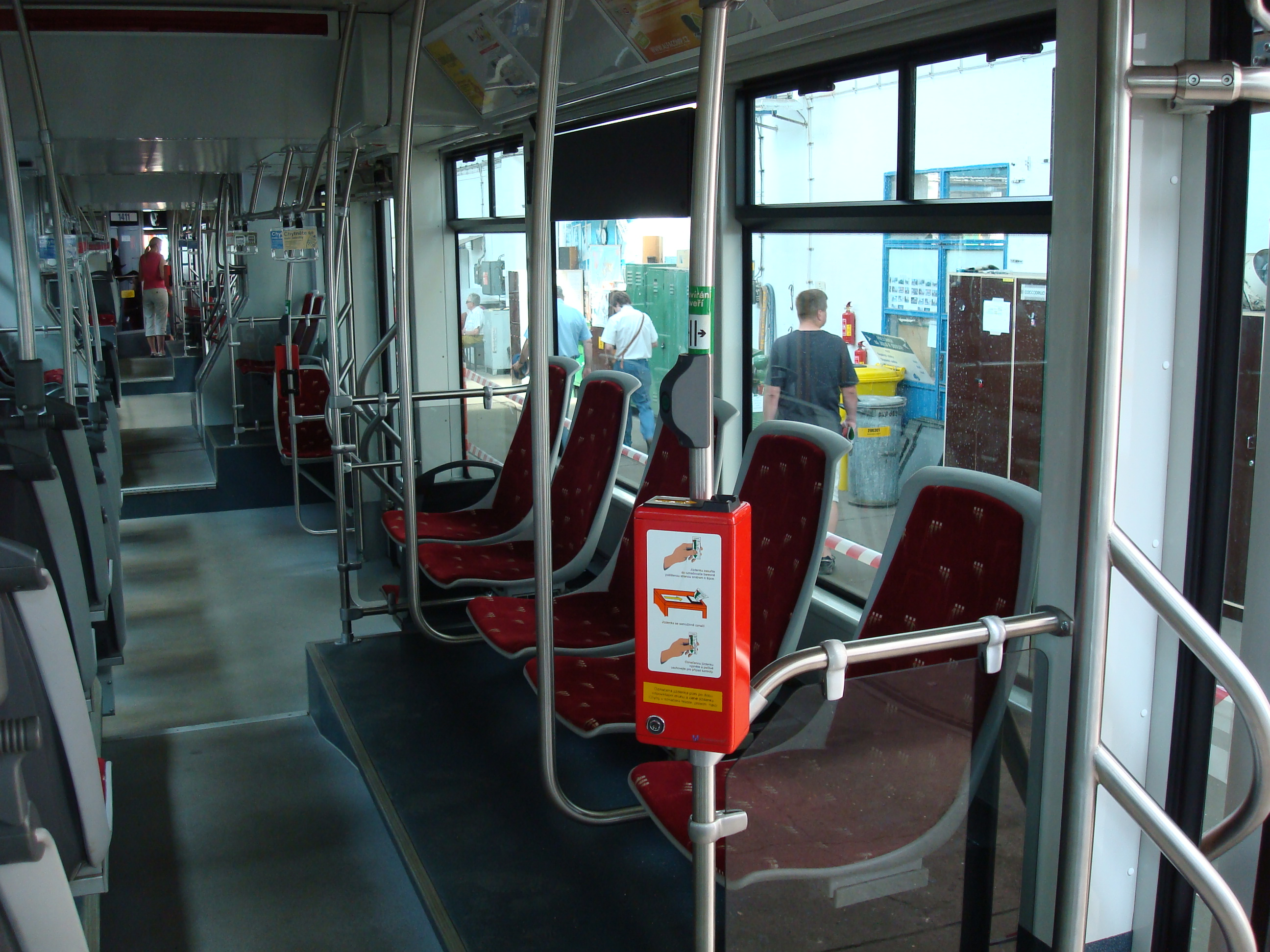
Vue intérieure montrant les différentes hauteurs de plancher.

Une variante bidirectionnelle à 2 caisses a également été produite pour la ville de Plzeň sous la dénomination VarioLF2/2 IN.

#### VarioLF plus/o

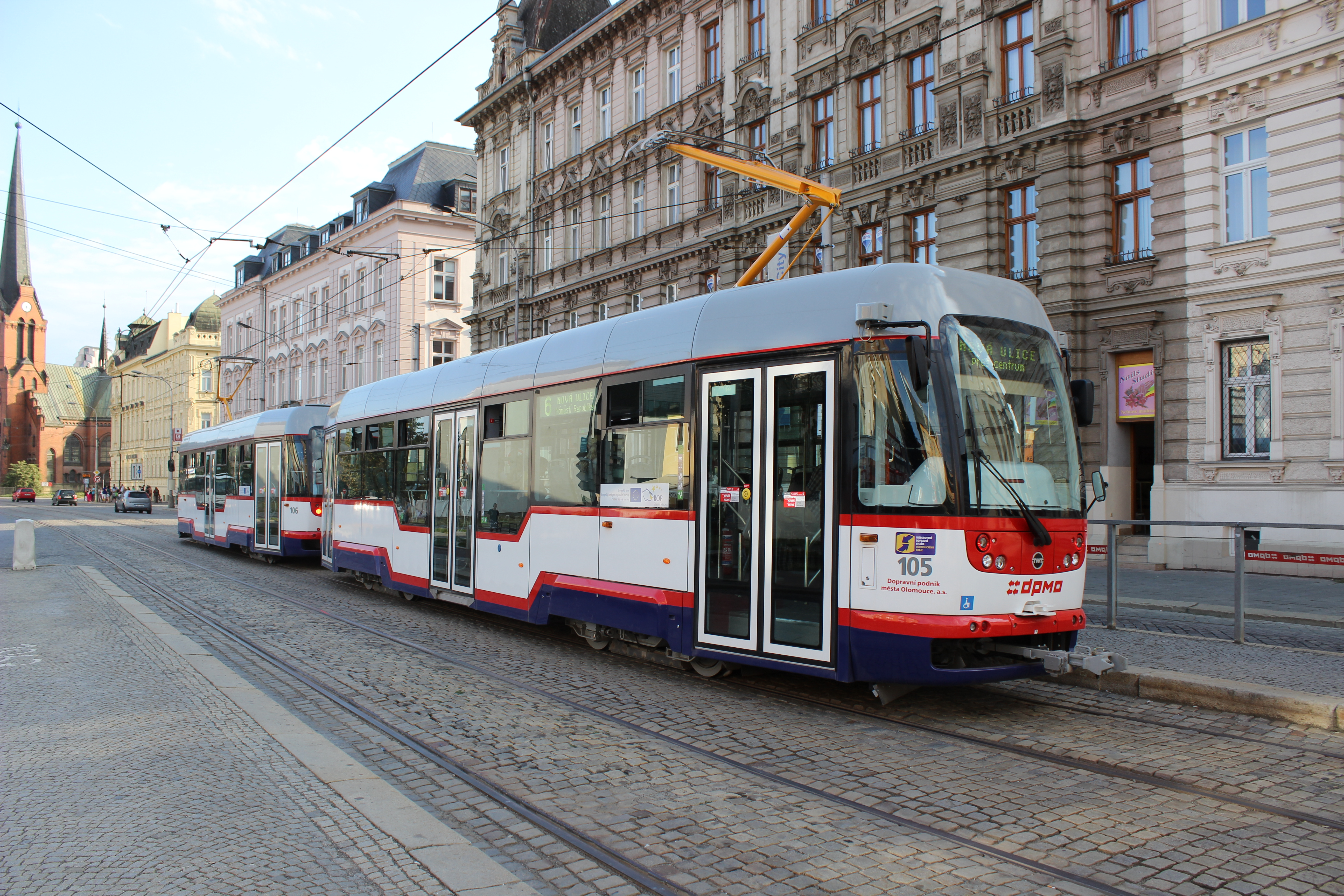
Rame de VarioLF plus/o à Olomouc.

Le type VarioLF plus/o est une variante de la gamme VarioLF plus conçu pour circuler en convoi bidirectionnel.
Ce type a été spécialement conçu pour la ville d'Olomouc à 14 exemplaires pour l'extension du réseau vers le quartier de Nové Sady (cs), le projet d'extension étant phasé, il ne permet pas l'utilisation de boucles de retournement et impose l'utilisation d'un matériel bidirectionnel.
Le véhicule se présente comme un véhicule unidirectionnel n'ayant qu'un poste de conduite mais possédant des portes de chaque côté du véhicule (3 doubles côté droit et 2 doubles côté gauche). Les véhicules circulent sur l'extension vers Nové Sady en unité multiple de 2 tramways en configuration back to back (« couplés par l'arrière ») pour permettre la formation de convois bidirectionnels.
Comme la gamme VarioLF, il est équipé de bogies Komfort plus et dispose d'un plancher bas partiel à 350 mm au niveau des portes et 650 mm au-dessus des bogies. Il dispose de 24 places assises, 2 strapontins et 81 places debout (5 pers./m2) soit 105 places au total et 210 en unité multiple.

### EVO

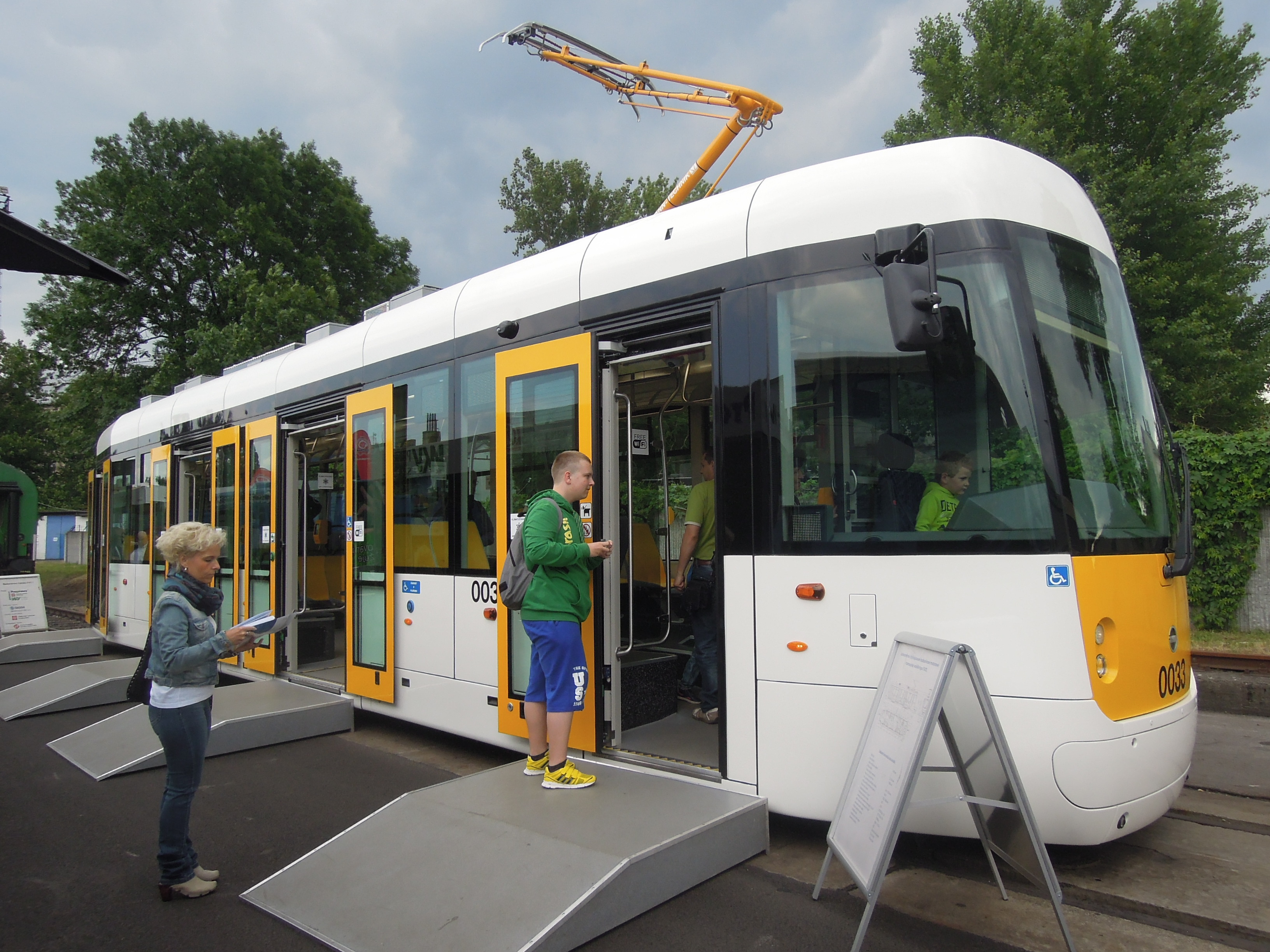
Prototype EVO1 au Czech Raildays 2015.

La gamme EVO a été développée dans le but de produire une gamme de tramways équipés de bogies entièrement pivotants mais possédant un plancher bas sans obstacle (sans marches) d'un bout à l'autre de la rame.

#### Bogie Komfort EVO

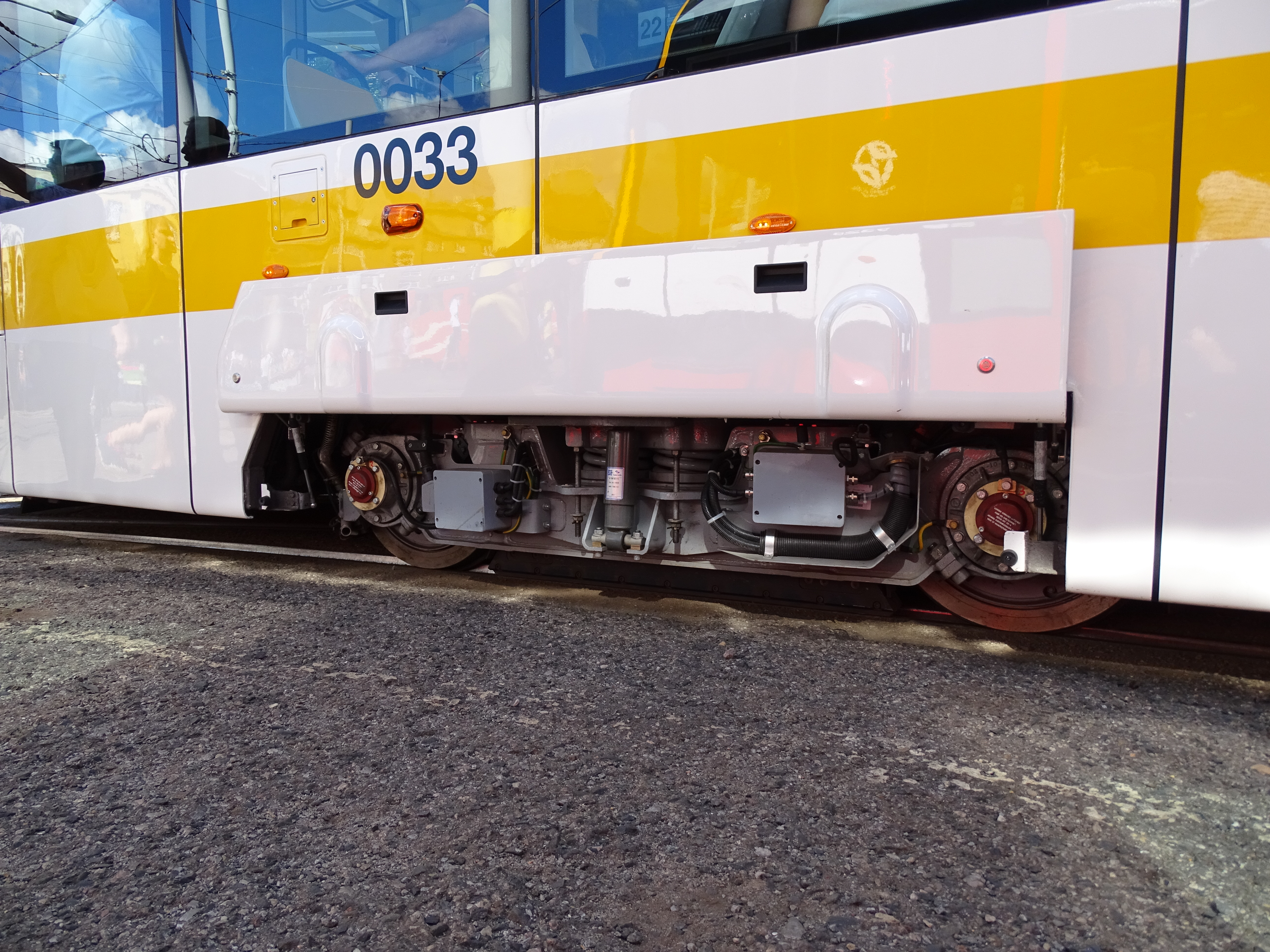
Vue du bogie Komfort EVO.

Pour permettre à nouveau un abaissement de la hauteur du plancher, Pragoimex a développé une nouvelle version de son bogie Komfort dénommée Komfort EVO.
Ce bogie se distingue des versions précédentes par un empattement plus court de 1 780 mm, un diamètre d'essieu de Ø610 mm, il reste cependant bimoteur et pivotant.
La suspension est double, caoutchouc-métal en suspension primaire et des ressorts hélicoïdaux au nombre de 4 pour la suspension secondaire qui supportent la traverse danseuse. Il est en outre équipé de roues élastiques et de barres d'amortissement verticaux (au nombre de 2). Comme les autres modèles Komfort, la liaison caisse-bogie s'effectue au moyen d'un pivot situé sur la traverse danseuse.
Il est équipé de 2 moteurs TAM1020C par bogie de 65 kW qui sont comme sur la version Komfort plus montés transversalement.
Le système de freinage est triple, dynamique avec possibilité de récupérer l'énergie de freinage et de la renvoyer dans le réseau électrique (de service), hydraulique (de service) et à patin électromagnétique (d'urgence).

#### Aménagement
Le véhicule se présente comme un véhicule unidirectionnel de 1 à 4 caisses.

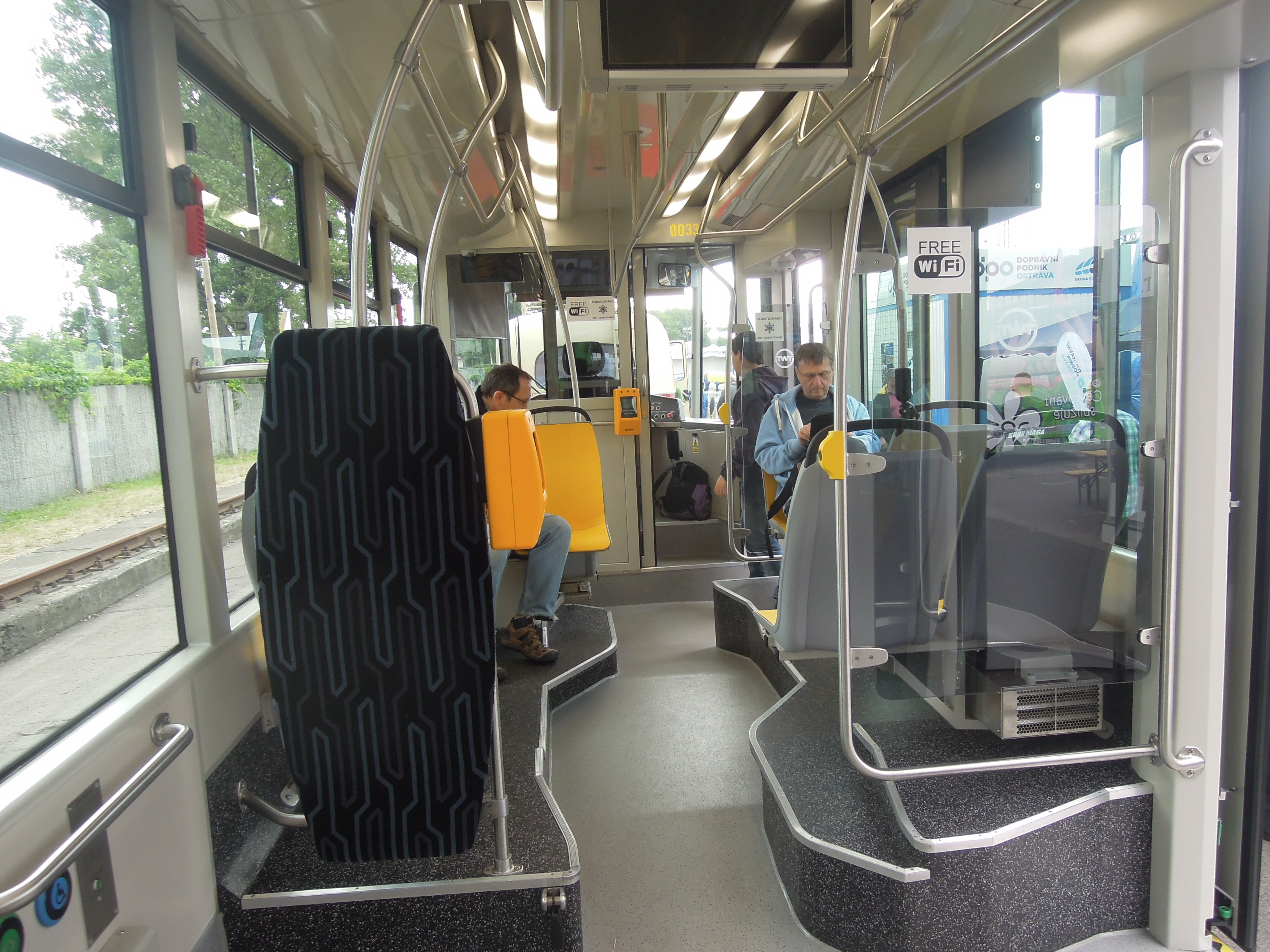
Vue intérieure au niveau du bogie avant.

Grâce au faible encombrement du bogie, l'aménagement de la rame est à plancher bas sans marche à 350 mm au niveau des portes et 500 mm au-dessus des bogies, les transitions se faisant au moyen de pentes.
À l'inverse des anciennes version de la gamme, il dispose d'un entraxe pivots plus faible, à 7 000 mm sur la version EVO1 et 5 850 mm (avant) / 6 050 mm (arrière) sur la version EVO2.
Sur la version EVO1, il dispose de série de 30 places assises et 80 debout (5 pers./m2) soit 110 au total. Sur la version EVO2, il dispose de série de 44 places assises et 2 strapontins.

## Caractéristiques

### Caractéristiques générales
| Gamme                                                              | VarioLF   | VarioLF   | VarioLF   | VarioLF   | VarioLF plus  | VarioLF plus  | VarioLF plus  | VarioLF plus  | EVO               | EVO               |
| ------------------------------------------------------------------ | --------- | --------- | --------- | --------- | ------------- | ------------- | ------------- | ------------- | ----------------- | ----------------- |
| Modèle                                                             | VarioLF1  | VarioLF2  | VarioLF3  | VarioLF4  | VarioLF1 plus | VarioLF2 plus | VarioLF3 plus | VarioLF4 plus | EVO1              | EVO2              |
| Nombre de caisses                                                  | 1         | 2         | 3         | 4         | 1             | 2             | 3             | 4             | 1                 | 2                 |
| Longueur hors-tout                                                 | 15 100    | 22 600    | 30 100    | 37 600    | 15 100        | 22 600        | 30 100        | 37 600        | 15 100            | 21 650            |
| Longueur hors-tout avec coupleurs                                  | 16 200    |           |           |           | 16 200        |               |               |               | 16 300            |                   |
| Largeur hors-tout                                                  | 2 480     | 2 480     | 2 480     | 2 480     | 2 480         | 2 480         | 2 480         | 2 480         | 2 480             |                   |
| Porte-à-faux avant (mm)                                            | 3 800     | 3 800     | 3 800     | 3 800     | 3 800         | 3 800         | 3 800         | 3 800         | 4 050             | 4 050             |
| Porte-à-faux arrière (mm)                                          | 3 800     | 3 800     | 3 800     | 3 800     | 3 800         | 3 800         | 3 800         | 3 800         | 4 050             | 4 050             |
| Entraxe pivots (mm)                                                | 7 500     | 7 500     | 7 500     | 7 500     | 7 500         | 7 500         | 7 500         | 7 500         | 7 000             | 5 850/6 050***    |
| Nombre de portes                                                   | 3 doubles | 4 doubles | 5 doubles | 6 doubles | 3 doubles     | 4 doubles     | 5 doubles     | 6 doubles     | 3 doubles1 simple | 3 doubles1 simple |
| Hauteur du plancher au niveau des portes/au-dessus des bogies (mm) | 350/860   | 350/860   | 350/860   | 350/860   | 350/650       | 350/650       | 350/650       | 350/650       | 350/500           | 350/500           |
| Plancher bas                                                       | 36 %      | 43 %      | 50 %      | 61 %      | 36 %          | 43 %          | 50 %          | 61 %          | 100 %             | 100 %             |
| Poids à vide (kg)                                                  | 21 200    | 30 000    | 41 650    | 50 550    | 21 200        | 30 000        | 41 650        | 50 550        | 20 000            | 27 500            |
| Poids en charge maximum (kg)                                       | 31 560*   | 46 240*   | 63 420*   | 77 850*   | 31 560*       | 46 240*       | 63 420*       | 77 850*       | 27 770***         | 38 840**          |
| Charge à l'essieu                                                  | 7 950     | 7 900     | 7 950     | 7 950     | 7 950         | 7 800         | 7 950         | 7 950         | 7 000**           | 7 000**           |
| Vitesse maximum (km/h)                                             | 65        | 65        | 65        | 65        | 65            | 65            | 65            | 65            | 65                | 65                |
| Rayon minimum en courbe (m)                                        | 18        | 18        | 18        | 18        | 18            | 18            | 18            | 18            | 18                | 18                |

*à 8 pers./m2
**à 5 pers./m2
***avant/arrière

### Bogies et motorisations
| Gamme                                | VarioLF    | VarioLF    | VarioLF      | VarioLF        | VarioLF plus  | VarioLF plus  | VarioLF plus  | VarioLF plus   | EVO         | EVO         |
| ------------------------------------ | ---------- | ---------- | ------------ | -------------- | ------------- | ------------- | ------------- | -------------- | ----------- | ----------- |
| Modèle                               | VarioLF1   | VarioLF2   | VarioLF3     | VarioLF4       | VarioLF1 plus | VarioLF2 plus | VarioLF3 plus | VarioLF4 plus  | EVO1        | EVO2        |
| Type de bogie moteur                 | Komfort    | Komfort    | Komfort      | Komfort        | Komfort plus  | Komfort plus  | Komfort plus  | Komfort plus   | Komfort EVO | Komfort EVO |
| Empattement bogie moteur (mm)        | 1 900      | 1 900      | 1 900        | 1 900          | 1 900         | 1 900         | 1 900         | 1 900          | 1 780       | 1 780       |
| Diamètre des essieux neufs/usés (mm) | Ø700/590   | Ø700/590   | Ø700/590     | Ø700/590       | Ø700/590      | Ø700/590      | Ø700/590      | Ø700/590       | Ø610/530    | Ø610/530    |
| Type de moteur                       | TAM1004C/R | TAM1004C/R | TAM1004C/R   | TAM1004C/R     | TAM1003C/R    | TAM1003C/R    | TAM1003C/R    | TAM1003C/R     | TAM1020C    | TAM1020C    |
| Nombre de bogies motorisés           | 2          | 3          | 4            | 4              | 2             | 3             | 4             | 4              | 2           | 3           |
| Nombre de bogies non-motorisés       | 0          | 0          | 0            | 1              | 0             | 0             | 0             | 1              | 0           | 0           |
| Disposition des essieux              | Bo'Bo'     | Bo'Bo'Bo'  | Bo'Bo'Bo'Bo' | Bo'Bo'2'Bo'Bo' | Bo'Bo'        | Bo'Bo'Bo'     | Bo'Bo'Bo'Bo'  | Bo'Bo'2'Bo'Bo' | Bo'Bo'      | Bo'Bo'Bo'   |
| Puissance disponible (kW)            | 4 x 90     | 6 x 90     | 8 x 90       | 8 x 90         | 4 x 80        | 6 x 80        | 8 x 80        | 8 x 80         | 4 x 65      | 6 x 65      |

## Commercialisation
| Lieu(x) et exploitant(s) | Modèle         | Nombre | Construction | Observation(s) - Particularité(s)              |
| ------------------------ | -------------- | ------ | ------------ | ---------------------------------------------- |
| Brno                     | VarioLFR.E     | 32     | 2013-2018    |                                                |
| Brno                     | VarioLF2R.E    | 32     | 2008-2018    |                                                |
| Brno                     | VV60LF         | 4      | 2003-2006    |                                                |
| Brno                     | EVO 2          | 3      | 2020         |                                                |
| Košice                   | VarioLFR.S     | 1      | 2011         |                                                |
| Košice                   | VarioLF2 plus  | 46     | 2014-2017    |                                                |
| Liberec                  | EVO2           | 1      | 2012         | La commande prévoyait à l'origine 8 véhicules. |
| Moscou                   | VarioLF        | 1      | 2009         |                                                |
| Most - Litvínov          | VarioLF plus   | 2      | 2012 et 2014 |                                                |
| Most - Litvínov          | VarioLFR.S     | 2      | 2016 et 2018 |                                                |
| Most - Litvínov          | EVO1           | 1      | 2015         | Prototype racheté par le réseau.               |
| Olomouc                  | VarioLF        | 3      | 2006-2007    |                                                |
| Olomouc                  | VarioLFR.E     | 7      | 2007-2011    |                                                |
| Olomouc                  | Vario LFR.S    | 10     | 2012-2018    |                                                |
| Olomouc                  | VarioLF plus/o | 14     | 2013         |                                                |
| Olomouc                  | EVO1           | 5      | 2018         |                                                |
| Olomouc                  | EVO1/o         | 3      | 2018         |                                                |
| Ostrava                  | VarioLFR.E     | 47     | 2004-2012    |                                                |
| Ostrava                  | VarioLFR.S     | 16     | 2013-2014    |                                                |
| Ostrava                  | VarioLF2       | 1      | 2007         |                                                |
| Ostrava                  | VarioLF2 plus  | 1      | 2009         |                                                |
| Ostrava                  | VarioLF2R.S    | 2      | 2013         |                                                |
| Ostrava                  | VarioLF3/2     | 3      | 2008-2010    | Variante bidirectionnelle du VarioLF3.         |
| Ostrava                  | VarioLF3       | 2      | 2006 et 2007 |                                                |
| Ostrava                  | VV60LF         | 2      | 2004 et 2006 |                                                |
| Plzeň                    | VarioLFR.S     | 26     | 2010-2014    |                                                |
| Plzeň                    | VarioLF plus   | 6      | 2010-2017    |                                                |
| Plzeň                    | VarioLF2/2 IN  | 4      | 2013-2014    | Variante bidirectionnelle du VarioLF2 plus.    |
| Plzeň                    | EVO2           | 9      | 2019         |                                                |
| Samarcande               | VarioLF.S      | 20     | 2011-2012    |                                                |